# Malbuisson
Malbuisson település Franciaországban, Doubs megyében. Lakosainak száma 883 fő (2022. január 1.). Malbuisson Touillon-et-Loutelet, Montperreux, Saint-Antoine, Saint-Point-Lac és Labergement-Sainte-Marie községekkel határos.

## Népesség
A település népességének változása:
| Lakosok száma | 267  | 335  | 366  | 498  | 807  | 855  | 855  | 844  | 851  | 883  |
|               | 1968 | 1982 | 1990 | 2006 | 2013 | 2015 | 2017 | 2019 | 2020 | 2022 |